# Mäktige Gud, som i den forna tiden
Mäktige Gud, som i den forna tiden är en psalm med text skriven 1890 av Eric Bergquist och musik hämtad ur Förbunds-Sånger 1893. Texten bearbetades 1986.

## Publicerad i
- Psalmer och sånger 1987 som nr 444 under rubriken "Kyrkan och nådemedlen - Helg och gudstjänst".[1]